# پیتراستورنینا
پیتراستورنینا (به ایتالیایی: Pietrastornina) یک کومونه در ایتالیا است که در استان آولینو واقع شده‌است. پیتراستورنینا ۱۵ کیلومتر مربع مساحت و ۱٬۵۷۳ نفر جمعیت دارد.